# Sot de Sant Martí
El Sot de Sant Martí és un torrent i un sot del terme municipal de Granera, a la comarca del Moianès.

El Sot de Sant Martí, respecte del terme de Granera

Es forma al costat nord-est del Barri de l'Església i al sud-oest del Barri del Castell, a ponent de la masia de la Torre. Des d'aquest lloc davalla cap al nord-oest deixant a migdia la Serra de les Tombes, després la continuació d'aquesta serra, la Carena de les Grutes, i al nord la Carena de Bigues, fins que arriba al sud de la masia de la Roca, lloc on desemboca en el torrent de la Font del Buc.